# Renata Wrede
Lilly Renata Wrede, ogift Boëthius, född 6 september 1923 i Finland, död 21 mars 1998 i Finland, var en svensk målare, skulptör och författare. 
Renata Wrede var dotter till professor Axel Boëthius och Madeleine Björnberg.  Hon utbildade sig på Otte Skölds målarskola, på Isaac Grünewalds målarskola och vid Kunstakademiet i Köpenhamn. Hon studerade också i Frankrike och Italien. Hon gav ut flera böcker på 1970-talet.
Hon gifte sig 1947 med konstnären Gösta Liljeström och 1958 med friherre Rabbe Wrede (1915–1990) av släkten Wrede af Elimä. Med den senare maken bodde hon på Emmeholm, Kristianstad, men båda flyttade senare till Garda (VR) Italien.